# Frank Mrvan
Frank John Mrvan, né le 16 avril 1969 à Hammond (Indiana), est un homme politique américain. Membre du Parti démocrate, il est élu de l’Indiana à la Chambre des représentants des États-Unis depuis 2021.

## Biographie

### Jeunesse et débuts en politique
Frank Mrvan est originaire de Hammond, dans le nord-ouest de l'Indiana,. Son père, également nommé Frank Mrvan, est élu au Sénat de l'Indiana à partir de 1978.
En 1992, Frank Mrvan est diplômé d'un baccalauréat universitaire en journalisme de l'université d'État de Ball à Muncie. Il devient commercial pour une société pharmaceutique puis courtier hypothécaire,.
En 2005, Frank Mrvan est nommé administrateur (en anglais : trustee) de North Township (en), à la suite de la démission de son prédécesseur,. Il est élu à ce poste l'année suivante, puis réélu en 2010, 2014 et 2018. L'administrateur du township gère notamment l'aide aux plus modestes, certains espaces verts et un service de transports en commun.

### Représentant des États-Unis
Lorsque le représentant Pete Visclosky — élu depuis 35 ans — annonce ne pas être candidat lors des élections de 2020, Frank Mrvan se présente à la Chambre des représentants des États-Unis dans le 1er district de l'Indiana. Il fait partie des 14 candidats à l'investiture démocrate, dans une circonscription acquise au parti depuis 1931. Soutenu par Pete Visclosky, il remporte la primaire avec 32,9 % des voix. Il devance de plus de quatre points le maire de Hammond, Tom McDermott, qui était considéré comme le favori de l'élection (ayant notamment levé beaucoup plus de fonds que ses adversaires). En novembre 2020, Frank Mrvan est élu représentant des États-Unis avec 56,6 % des voix face au républicain Mark Leyva et au libertarien Edward Mike Strauss.
Candidat à sa réélection en 2022, il remporte très largement la primaire démocrate du 3 mai contre son seul adversaire, Richard Fantin. Bien que le district ait toujours élu un démocrate depuis 1930, le dernier redécoupage électoral qui l'a rendu légèrement plus républicain et le contexte national défavorable aux démocrates rend l'élection serrée,. Le district intègre d'ailleurs la liste des cibles du leadership républicain. Mrvan remporte toutefois un second mandat avec 53 % des voix lors de l'élection du 8 novembre contre sa rivale Jennifer-Ruth Green.
En 2024, il fait partie des 37 démocrates sortants perçus comme les plus vulnérables par les républicains. Il remporte toutefois un troisième mandat lors de l'élection du 5 novembre contre le républicain Randell Niemeyer.